# Red de Toneyu
La Red de Toneyu es una formación de cuevas en el concejo de asturiano de Amieva (España), en la Sierra de Beza, que separa las cuencas del Cares y del Sella. Se trata de una red de cuevas que, si bien no tiene simas como la de Torca Urriellu, ya que la mayor es de 600 metros de desnivel, tiene un desarrollo de 19 kilómetros con tres entradas y una compleja configuración de galerías.
Fue declarado monumento natural el 13 de marzo de 2003.